# Sumichrastia aurea
Sumichrastia aurea är en tvåvingeart som först beskrevs av Giglio-tos 1893.  Sumichrastia aurea ingår i släktet Sumichrastia och familjen parasitflugor. Inga underarter finns listade i Catalogue of Life.